# ازدواج همجنس در دلاویر
ازدواج همجنس‌ در دلاویر از ۱ ژوئیه ۲۰۱۳ قانونی شد.
مجلس این ایالت لایحه قانونی ۷۵ با نام «یک لایحه برای متمم ماده ۱۳ روابط خانوادگی برای تهیه ازدواج مدنی بین افراد همجنس و تبدیل اتحاد مدنی به ازدواج مدنی» (به انگلیسی: An act to amend Title 13 of the Delaware code relating to domestic relations to provide for same-gender civil marriage and to convert existing civil unions to civil marriages) را تصویب کرد،که به امضای فرماندار جک مارکل رسید، بعد از آنکه این قانون از مجلس نمایندگان و سنای این ایالت تصویب شد.اگرچه رودآیلند قبل از دلاویر ازدواج همجنس‌ها را قانونی کرده‌است اما با توجه به زمان‌بندی دلاویر قبل از رودآیلند و دهمین ایالت (و یازدهمین بخش فرمانداری) در آمریکاست که ازدواج همجنس‌ها را قانونی می‌کند.
دلاویر قبلاً اتحاد مدنی را برای زوج‌های همجنس تصویب کرده‌بود که «حقوق، مزایا، حمایت‌ها و مسئولیت‌های زوج‌های مزدوج» (به انگلیسی: rights, benefits, protections, and responsibilities) را به آنان اعطا می‌کرد. که از ۱ ژانویه ۲۰۱۲ اجرا می‌شد و قانون آن در ۱۱ مه ۲۰۱۱ تصویب شد و به امضای فرماندار مارکل رسیده‌بود.